# Convention baptiste nationale du Mexique
La Convention baptiste nationale du Mexique (espagnol : Convención Nacional Bautista de México) est une association chrétienne évangélique d'églises baptistes au Mexique.  Elle est affiliée à l’Alliance baptiste mondiale. Son siège est situé à Mexico.

## Histoire
La Convention baptiste nationale du Mexique a ses origines dans des missions américaines des Ministères internationaux et du Conseil de mission internationale en 1870 et 1880.  Elle est officiellement fondée en 1903. Selon un recensement de l’association, en 2023 elle disait avoir 1,800 églises et 90,000 membres.

## Écoles
Elle compte 2 instituts de théologie affiliés, le Séminaire théologique baptiste Lomas Verdes et Séminaire théologique baptiste Dr Cosme G. Montemayor .

## Services de santé
La convention a 2 hôpitaux, rassemblés dans le réseau Hospital México Americano.